# Amédée Descubes-Desgueraines
Pour les articles homonymes, voir Descubes.
Amédée Descubes-Desgueraines, né le 23 janvier 1853 à Dijon (Côte-d'Or) et mort le 14 août 1936 à Paris, est un homme politique français.

## Biographie
Rédacteur au ministère des Travaux Publics, il devient chef adjoint de cabinet d'un ministre. Il est député de la Corrèze de 1893 à 1898, siégeant chez les Républicains progressistes. Parallèlement à ses activités politiques, il écrit dans de nombreuses revues. Après sa défaite en 1898, il devient administrateur de la société Panhard et Levassor, président de l’Électrique Lille-Roubaix-Tourcoing et de l'Union des Tramways. Président pendant 6 ans du Stade français, il est vice-président du comité olympique, de l'Union des sociétés de Tir de France et président de l'association de la Presse sportive.

## Sources
- « Amédée Descubes-Desgueraines », dans le Dictionnaire des parlementaires français (1889-1940), sous la direction de Jean Jolly, PUF, 1960 [détail de l’édition]